# Spiroplasma citri
Spiroplasma citri è una specie di batterio appartenente alla famiglia delle Spiroplasmataceae.
Spiroplasma citri è un fitoplasma patogeno per gli agrumi che viene trasmesso da due insetti vettori che si nutrono di linfa: le cicaline Circulifer tenellus e Circulifer haematoceps.
La malattia colpisce tutte le specie di agrumi ed è difficile da diagnosticare nei primi stadi di sviluppo. I sintomi variano a seconda della cultivar per cui può essere talvolta confusa con carenze di fattori nutrizionali. La malattia può verificarsi in qualsiasi momento durante la vita della pianta ed è favorita da condizioni di clima caldo ed asciutto. Le piante colpite arrestano la propria crescita, si presentano scarsamente vigorose (rachitiche) e non fruttificano più, i pochi frutti risultano piccoli, “a forma di ghianda” e con buccia spessa con conseguente deprezzamento o impossibilità di immissione sul mercato

## Distribuzione geografica
È stata segnalata la sua presenza in Africa, Nord America, nei paesi del Mediterraneo: Italia (Sardegna e Sicilia), Turchia, Israele ed Egitto. La malattia non è stata rinvenuta in Asia (paese originario del citrus) o nell’Africa tropicale. Spiroplasma citri probabilmente si è spostato sui citrus a partire da altri ospiti, originari dell’area mediterranea infatti non è ancora chiaro se esso è indigeno del Nord America oppure vi è stato introdotto. Il suo principale vettore in quel territorio è la cicalina Circulifer  tenellus, che ha origine mediterranea.

## Morfologia e biologia dei vettori
Si tratta di due piccole cicaline (i maschi hanno lunghezza di circa 2,5-3,6 mm, le femmine di 2,7-3,8 mm) con la testa leggermente più larga rispetto al pronoto, con margine anteriore arrotondato.
Il colore è marrone con macchie più scure. Le specie nei due generi sono molto difficili da distinguere: per una corretta identificazione è necessaria l’analisi dei genitali maschili che nel Neoaliturus haematoceps sono appuntiti all’apice mentre in Circulifer tenellus sono piatti. Come molti altri cicadellidi, i vettori del fitoplasma Spiroplasma citri si nutrono su di un’ampia varietà di ospiti (fruttiferi, ornamentali, colture in pieno campo, ecc). Circulifer  tenellus ha suscitato particolare attenzione sulla canna da zucchero (Beta vulgaris var. saccharifera) in Nord America in quanto fa da vettore per il beet curly top hybrigeminivirus. Neoaliturus haematoceps è stato segnalato soprattutto sull’ornamentale Matthiola incana e su piante selvatiche di M. sinuata e Salsola kali. Nessuno dei due insetti è associato in particolare con le piante appartenenti al genere citrus, su cui si nutrono occasionalmente.

## Ciclo biologico e modalità di diffusione
Spiroplasma citri infetta i vasi floematici dei suoi ospiti. L'agente patogeno sopravvive all’interno degli ospiti infetti anche quando essi muoiono. Esso è in pratica un parassita obbligato, in grado di sopravvivere negli agrumi o in una varietà di altre specie ospiti, senza alcuna fase saprofitica.
Il citoplasma viene naturalmente trasmesso da cicaline: Circulifer tenellus, Scaphytopius nitridus e Spiroplasma acutus in California (USA), Neoaliturus haematoceps e Circulifer tenellus nell’area mediterranea. Nessuno di questi vettori ha una particolare preferenza per agrumi come ospite; essi possono quindi acquisire Spiroplasma citri anche a partire da altre piante ospiti appartenenti ad altre specie vegetali.
Spiroplasma citri si moltiplica all’interno dell’organismo dei suoi insetti vettori, che diventano infettivi 10-20 giorni dopo la puntura di nutrizione. Gli insetti possono rimanere infettivi per tutta la vita (che può essere resa più breve dalla presenza del fitoplasma), ma non vi è alcuna trasmissione transovarica. Quindi le cicaline possono acquisire Spiroplasma citri tramite l’alimentazione, ma non sono in grado di trasmetterlo alla prole. Rimane possibile che altre specie possano agire come vettori nell'area mediterranea. In Nord America, la distribuzione di Spiroplasma  citri segue piuttosto da vicino quella di Circulifer tenellus (principalmente un insetto della barbabietola da zucchero). Nell'area del Mediterraneo, uno o l'altro vettore è presente praticamente ovunque siano coltivati degli agrumi, così che la disponibilità di vettori non sembra essere un fattore limitante nella diffusione della malattia in nuove aree.
Il fitoplasma si sviluppa meglio nei citrus in condizioni calde (28-32 °C) e non riesce a dar luogo a sintomi evidenti a temperature più basse. Piante annuali infettate sperimentalmente vengono portate a morte più rapidamente a temperature superiori ai 30 °C, ma possono non mostrare i sintomi a temperature più basse.

## Piante ospiti e sintomatologia
Le specie di rilevanza economica infettate da Spiroplasma  citri sono i citrus spp. e comprendono le specie di maggiore interesse commerciale nel Mediterraneo: pompelmi (Citrus paradisi), limoni (Citrus limon), mandarini (Citrus reticulata), arance (Citrus sinensis) e arance amare (Citrus aurantium).
Altre varietà di agrumi ospiti del fitoplasma sono Citrus grandis, Citrus limettioides, Citrus limonia, Citrus madurensis, Citrus jambhiri, Citrus unshiu, Citrus paradisi x reticolata; sono inclusi tra gli ospiti anche
Fortunella spp. e portinnesti interspecifici ibridi come citrange (C. sinensis x Poncirus trifoliata).
Alcune forme vengono infettate senza che si abbia la comparsa di sintomi, come ad esempio P. trifoliata. È stato inoltre scoperto che molte altre piante coltivate o selvatiche, in particolare Amaranthaceae, Chenopodiaceae, Brassicaceae e Plantaginaceae, vengono naturalmente infettate dal fitoplasma nella zona sud-occidentale degli USA.
Le piante infettate dal fitoplasma presentano una crescita più o meno stentata. Le foglie sono più corte e più ampia ('piccole foglie'), a coppa, in una anomala posizione verticale, a volte screziate o clorotiche. In condizioni climatiche di temperatura elevata, le foglie su alcuni germogli possono essere deformi, con punte gialle a forma di cuore (un tipico carattere diagnostico). I germogli possono essere compatti e lo sviluppo di molteplici gemme ascellari può dar origine a scopazzi. La fruttificazione nelle piante infette tende a ridursi fino a scomparire. I frutti possono essere rachitici, con caratteristica forma a ghianda (cioè con buccia spessa alla base e crosta sottile in punta), e possono mostrare inversione di colore (la parte più alta del frutto, vicino al peduncolo, diventa arancione mentre la parte in basso del frutto rimane verde). I vettori di per sé non causano sintomi particolari.